# Günther Lemmerer (Leichtathletiktrainer)
Günther Lemmerer (* 18. Juli 1943 in Ebensee; † 7. August 2010 im Bartelkreuztunnel) war ein österreichischer Leichtathletiktrainer und Sportfunktionär.
Als 19-Jähriger trat er der Union Ebensee bei.
Dort war er später unter anderem als Trainer von Sigrid Kirchmann, Hermann Maier und Karin Kronberger tätig und Organisator von Wettkämpfen, wie dem Feuerkogel-Lauf. 2006 erhielt Lemmerer den Ehrentitel Konsulent.
Im August 2010 verunglückte Lemmerer bei einem Autounfall im Bartelkreuztunnel.